# Vojkovskaja (stanice metra v Moskvě)
Vojkovskaja (rusky Войковская) je stanice moskevského metra. Z této stanici je umožněn bezplatný přestup na stanice Strešněvo a Baltijskaja Moskevského centrálního okruhu a na železniční zastávku Strešněvo obsluhovanou na lince MCD-2.

## Charakter stanice
Stanice je podzemní, mělko, pouhých 7 m hluboko pod zemí, založená. Ostrovní nástupiště podpírá celkem 40 čtyřhranných sloupů, které jsou umístěné ve dvou řadách; ty samotné mají mezi sebou 4 m odstup. Na obklad sloupů byl použit bílý mramor, na stěny za nástupištěm modré kachlíky. Konstrukce stanice umožňuje rozšíření o další nástupiště, které by bylo součástí druhé okružní linky, ta je plánována již řadu let. Výstupy jsou dva, vedou do podpovrchových vestibulů; jeden z nich pak pod ulici Leningradskoje šosse.
Vojkovskaja nese název po ruském bolševikovi Pjotru Vojkovovi (přesněji po nedalekých železárnách, které nesly Vojkovovo jméno – Чугунолитейный завод имени П. Л. Войкова).
Původním projektovým názvem je Poselok Vojkova. Stanice byla zprovozněna 31. prosince 1964 jako součást úseku druhé linky metra mezi stanicemi Vojkovskaja a Rečnoj vokzal.